# 東福院 (江戸川区)
東福院（とうふくいん）は、東京都江戸川区にある真言宗豊山派の寺院。

## 歴史
1631年（寛永8年）、秀円僧都によって開山された。秀円僧都は薬師如来像を背負って巡錫していたところ、当地の有力者（宇田川氏、関口氏、宮氏）の勧めで、この薬師如来像を本尊とする寺を創建することになった。これが当寺の由来である。また住民とともにこの土地を開墾したことから、「堂ヶ島」と名付けられたという。
本尊は、秀円僧都が背負っていた薬師如来像であるが、現在は秘仏となっている。

## 文化財
- 東福院所在の青面金剛庚申塔 - 江戸川区有形民俗文化財・民俗資料、昭和61年2月12日告示[3]

## 交通アクセス
- 新小岩駅より徒歩10分。